# Петровский остров (Воронеж)
Петровский остров (Заячий, Адмиралтейский) — остров в Воронежском водохранилище. Административно входит в состав Центрального района Воронежа. Площадь острова — 3,6 га. Расположен в 80 м от правого берега реки напротив Адмиралтейской площади. Отделяется от берега основным руслом реки Воронеж.

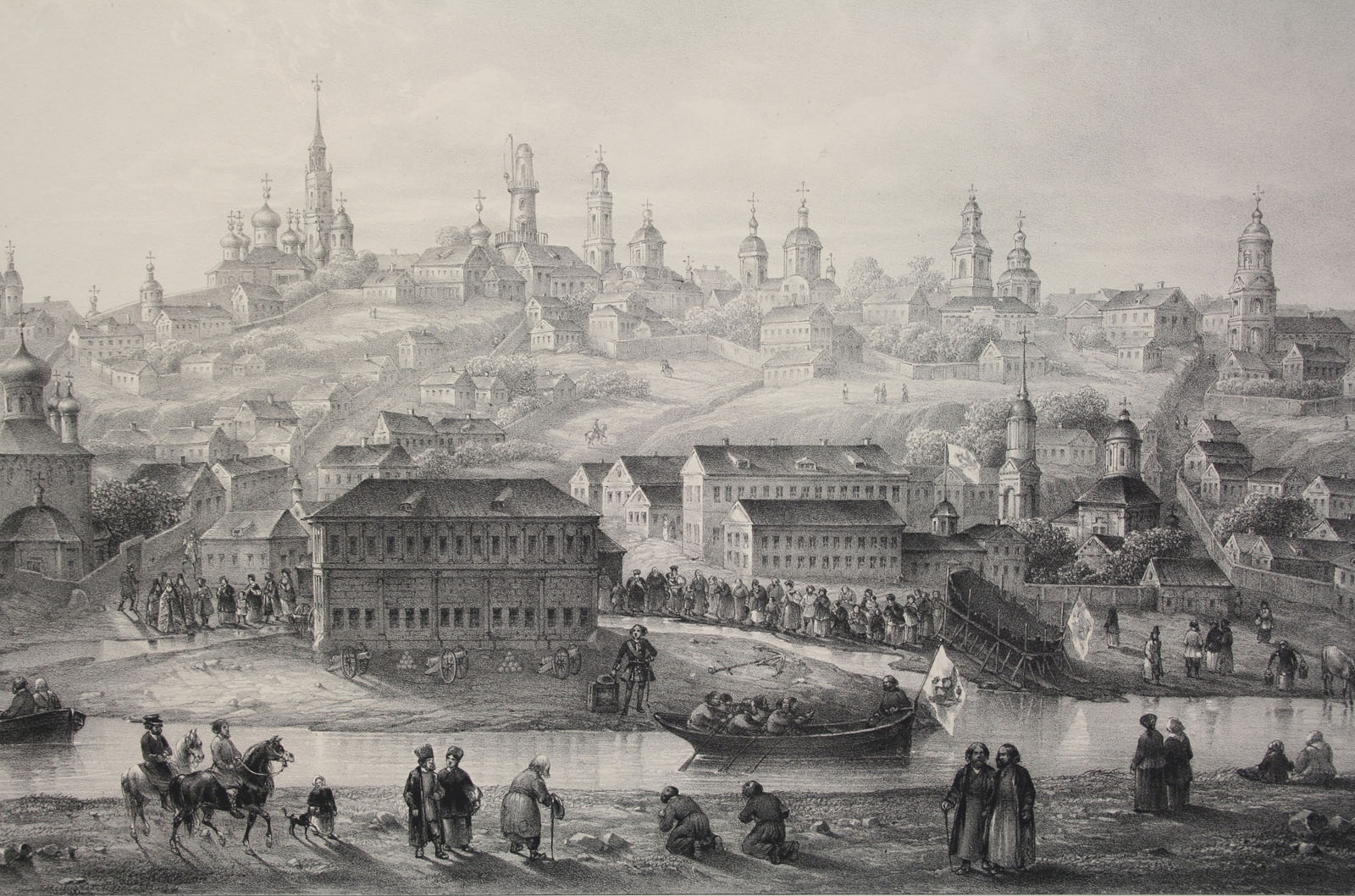
Гравюра Воронежа XVIII века (на переднем плане Петровский остров и дворец Петра)

## История и рекреация
История острова ведётся с конца XVII века. Петром Великим на острове было создано первое российское адмиралтейство, а в непосредственной близости находилась воронежская верфь, на которой строились первые военные корабли для второго азовского похода императора. Верфь здесь находилась недолго и с обмелением реки была сначала переведена в Тавров, а затем и вовсе закрыта. Некоторое время здесь располагалась шерстомойня, но про памятник петровской эпохи вскоре вспомнили, и по высочайшему указу она была куплена из частных рук и подарена городу, с условием ответственности за целость драгоценного здания. В начале XX века на острове располагался Петровский яхт-клуб. После Октябрьской революции здание цейхгауза оставалось целым, и было разрушено во время Великой Отечественной войны в 1942 или 1943 году. Во второй половине XX века остров долгое время пустовал. В 1972 при создании и наполнении Воронежского водохранилища Петровский остров затопило, ныне существующий остров был намыт на месте прежнего. В 1980-е годы здесь планировалось построить музей Петра I, однако эта идея реализована не была. 12 июня 2002 года во время совместного празднования Дня России и 330-летия первого российского императора ветеранами флота на острове был установлен дубовый православный поклонный крест, освящённый служителями Адмиралтейской церкви.
В настоящее время разрабатываются проекты строительства моста на остров и организации на его территории гостинично-развлекательного комплекса.
На острове часто проводятся общественные и музыкальные мероприятия.